# لیگ برتر هندبال ایران ۱۳۹۴–۱۳۹۵
لیگ برتر هندبال ایران ۱۳۹۴–۱۳۹۵ بیست و هشتمین دورهٔ مسابقات لیگ برتر هندبال ایران بود که با شرکت ۱۱ تیم از ۱۲ شهریور ۱۳۹۴ آغاز شد و در ۵ خرداد ۱۳۹۵ به پایان رسید. در بازی پایانی این مسابقات، تیم منیزیم فردوس برابر نفت و گاز گچساران به پیروزی رسید و قهرمان شد. هم‌چنین مس کرمان با پیروزی برابر کفش ملی تهران به مقام سوم رسید.

## مرحله اول
مرحلهٔ نخست لیگ با شرکت ۱۲ تیم در دو گروه از ۱۲ شهریور تا ۱۳ بهمن برگزار شد و در پایان، چهار تیم نخست هر گروه، به مرحلهٔ دوم راه یافتند. تیم هلدینگ خلیج فارس بهبهان در پایان هفتهٔ هفتم از ادامهٔ مسابقات انصراف داد.
| رتبه | تیم               | امتیاز | وضعیت                |
| ---- | ----------------- | ------ | -------------------- |
| ۱    | نفت و گاز گچساران | ۱۱     | راهیابی به مرحلهٔ دوم |
| ۲    | صنعت مس کرمان     | ۱۰     | راهیابی به مرحلهٔ دوم |
| ۳    | هیئت هندبال تهران | ۹      | راهیابی به مرحلهٔ دوم |
| ۴    | سپاهان اصفهان     | ۸      | راهیابی به مرحلهٔ دوم |
| ۵    | پاس همدان         |        |                      |

| رتبه | تیم               | امتیاز | وضعیت                |
| ---- | ----------------- | ------ | -------------------- |
| ۱    | منیزیم فردوس      | ۲۰     | راهیابی به مرحلهٔ دوم |
| ۲    | هپکو اراک         | ۱۳     | راهیابی به مرحلهٔ دوم |
| ۳    | سنگ آهن بافق      | ۱۱     | راهیابی به مرحلهٔ دوم |
| ۴    | شهرداری کاشان     | ۷      | راهیابی به مرحلهٔ دوم |
| ۵    | شهرداری تبریز     |        |                      |
| ۶    | نیروی زمینی تهران |        |                      |

## مرحله دوم
مرحلهٔ دوم لیگ با حضور هشت تیم برتر مرحلهٔ نخست، از ۱۹ بهمن ۱۳۹۴ آغاز شد و در ۱۱ اردیبهشت ۱۳۹۵ به پایان رسید. در پایان این مرحله، چهار تیم نخست به نیمه‌نهایی راه یافتند.
| رتبه | نام تیم           | امتیاز | وضعیت                |
| ---- | ----------------- | ------ | -------------------- |
| ۱    | منیزیم فردوس      | ۲۱     | راهیابی به نیمه‌نهایی |
| ۲    | نفت و گاز گچساران | ۱۹     | راهیابی به نیمه‌نهایی |
| ۳    | کفش ملی تهران     | ۱۵     | راهیابی به نیمه‌نهایی |
| ۴    | مس کرمان          | ۱۵     | راهیابی به نیمه‌نهایی |
| ۵    | سپاهان اصفهان     | ۱۵     |                      |
| ۶    | هپکو اراک         | ۱۱     |                      |
| ۷    | سنگ آهن بافق      | ۱۰     |                      |
| ۸    | شهرداری کاشان     | ۶      |                      |

1. ↑  نام تیم هیئت هندبال تهران به کفش ملی تغیر کرد.[۱۱]

## پلی‌آف
مسابقات نیمه‌نهایی در روزهای ۱۶ تا ۲۴ اردیبهشت و بازی‌های نهایی و رده‌بندی در روزهای ۲۹ اردیبهشت تا ۵ خرداد ۱۳۹۵ برگزار شد. 
|  | نیمه‌نهایی | نیمه‌نهایی         | نیمه‌نهایی         | نیمه‌نهایی | نیمه‌نهایی |    |               | نهایی        | نهایی         | نهایی    | نهایی    | نهایی    |
|  |           |                   |                   |           |           |    |               |              |               |          |          |          |
|  | ۱         | منیزیم فردوس      | ۲۲                | ۱۹        | -         |    |               |              |               |          |          |          |
|  | ۴         | مس کرمان          | ۲۲                | ۱۵        | -         |    |               |              |               |          |          |          |
|  | ۴         | مس کرمان          | ۲۲                | ۱۵        | -         |    | ۱             | منیزیم فردوس | ۲۳            | ۳۲       | ۲۲       |          |
|  |           |                   |                   |           |           |    | ۱             | منیزیم فردوس | ۲۳            | ۳۲       | ۲۲       |          |
|  |           | ۲                 | نفت و گاز گچساران | ۲۷        | ۱۸        | ۲۰ |               |              |               |          |          |          |
|  | ۳         | ۲                 | نفت و گاز گچساران | ۲۷        | ۱۸        | ۲۰ | کفش ملی تهران | ۳۳           | ۲۶            | ۲۸       |          |          |
|  | ۳         |                   |                   |           |           |    | کفش ملی تهران | ۳۳           | ۲۶            | ۲۸       |          |          |
|  | ۲         | نفت و گاز گچساران | ۲۷                | ۳۲        | ۳۲        |    |               | مقام سوم     | مقام سوم      | مقام سوم | مقام سوم | مقام سوم |
|  |           |                   |                   |           |           |    | ۴             | مس کرمان     | ۲۲            | ۲۵       | -        |          |
|  |           |                   |                   |           |           |    |               | ۳            | کفش ملی تهران | ۱۷       | ۲۴       | -        |